# Sint-Antonius en Nicolaaskapel
De Sint-Antonius en Nicolaaskapel is een kapel in Groeningen in de gemeente Land van Cuijk in de Nederlandse provincie Noord-Brabant. De kapel staat aan de Groeningsestraat 19.
De kapel is gewijd aan Antonius van Egypte en Nicolaas van Myra.

## Geschiedenis
In de 15e eeuw werd de kapel gebouwd.
In de 18e eeuw werd de kapel verbouwd en in 1822 herstelde men het kerkgebouw.
Op 7 mei 1968 werd de kapel opgenomen in het rijksmonumentenregister.

## Opbouw
De georiënteerde kapel is in gotische stijl opgetrokken en bestaat uit een eenbeukig schip met een driezijdig gesloten smaller koor. De kapel wordt gedekt door zadeldaken met op het dak een dakruiter. De gevels zijn voorzien van rondboogvensters en het koor heeft steunberen.